# Nerita exuvia
Nerita exuvia е вид коремоного от семейство Неритови (Neritidae).

## Разпространение
Видът е разпространен главно в Индонезия и Тайван.